# Sala Baganza
Sala Baganza (en dialecte parmesan Säla) est une commune italienne de la province de Parme, dans la région Émilie-Romagne.

## Administration
| Période                                  | Période | Identité | Étiquette | Qualité |
| ---------------------------------------- | ------- | -------- | --------- | ------- |
|                                          |         |          |           |         |
| Les données manquantes sont à compléter. |         |          |           |         |

### Hameaux
Case Marconi, Casino de' Boschi, Castellaro, Limido, Maiatico, San Vitale Baganza, Talignano.

### Communes limitrophes
Calestano, Collecchio, Felino, Fornovo di Taro, Parme, Terenzo.